# Rudy van Giffen
Rudy van Giffen (Bandung, 29 november 1929 – Limoux, 7 juli 2005) was een Nederlands reclametekenaar en illustrator.
Rudy van Giffen werd geboren in Bandung, hoofdstad van West-Java. In 1948 tekende hij een strip Vliegtuig vermist in Wapenbroeders, een blad voor de Nederlandse strijdkrachten in Nederlands-Indië. Later vertrok hij naar Nederland waar hij door Eppo Doeve werd geïntroduceerd in de kunstwereld. Van Giffen deed veel reclamewerk maar was vooral succesvol als illustrator van jeugdboeken. Hij maakte onder andere tekeningen voor Kluitman pockets, enkele delen van de Bob Evers-serie, de Biggles-serie en Tarzanpockets in de boekenreeks Witte Raven. Hij overleed in Limoux, in Zuid-Frankrijk in 2005.